# آنتونلا مورجا
آنتونلا مورجا (ایتالیایی: Antonella Murgia؛ ‏ ۲۶ ژوئن ۱۹۴۲ – ۱۰ مارس ۲۰۱۵) بازیگر اهل ایتالیا بود. وی در سال ۱۹۶۲ برندهٔ رقابت‌های «دوشیزهٔ زیبای ایتالیا» شد و همین موضوع راهش را به سمت بازیگری حرفه‌ای هموار کرد.

## گزیدۀ نقش‌آفرینی‌ها

### سینما
- فونتامارا (۱۹۸۰)
- دشمنی خونین (۱۹۷۸)
- دکامرون شماره ۳ – زیباترین زنان بوکاچو (۱۹۷۲)
- دکامرون شماره ۲ – دیگر حکایت‌های بوکاچو (۱۹۷۲)
- خداحافظ تگزاس (۱۹۶۶)

### تلویزیون
- مارکو پولو (۱۹۸۲)